# Дрварско-петровачки партизански одред
Дрварско-петровачки народноослободилачки партизански (НОП) одред (познат и под именом Дрварски народноослободилачки партизански одред) формиран је по наређењу Штаба Другог босанског ударног корпуса НОВЈ у другој половини маја 1943. године од заштитних чета команди места дрварског војног подручја и прездравелих рањеника и болесника са територије бившег Петог крајишког партизанског одреда. Одред је имао пет чета са око 300 бораца. 
Одред је дејствовао између Грмеча, Уне и планина Илице, Шатора и Клековаче, а у почетку је обухватао и Граховско поље. За два месеца, у одреду су били формирани Дрварски и Граховски батаљон. Први је ускоро преименован у ударни, а други са још две чете издвојен ради формирања Граховско-пеуљског НОП одреда.
У лето и јесен 1943. године, одред је извршио многе успешне акције, нарочито на комуникацији Бихаћ-Босански Петровац-Кључ. Најзначајније су биле села Горијевца 28. августа 1943, у Пркосима 17/18. септембра 1943, заробљавање Врточке четничке чете при ослобођењу Босанског Петровца и заробљавање једног вода немачке 373. легионарске дивизије у Рипачком кланцу крајем истог месеца. Крајем јула и Петровачка чета прерасла је у батаљон, а августу је формиран и Бихаћки батаљон. Крајем новембра одред је имао 883 борца. Дана 3. децембра 1943, ударни батаљон био је упућен за формирање Ударног одреда Петог корпуса НОВЈ. Нова Ударна чета, формирана 6. децембра 1943, јануара 1944. прерасла је у Дрварски батаљон. на терен одред се у то време пребацио Врховни штаб НОВ и ПОЈ и задржао се све до десанта на Дрвар 25. маја 1944. године. Током 1944. у одреду су формирани још и пратећа чета, чета за везу и диверзантска група. Петровачки батаљон ушао је 18. јула 1944. у новоформирану 16. крајишку бригаду, а почетком 1945. од преосталих бораца одреда попуњене су јединице Прве и Треће дивизије КНОЈ.